# Leverage: Redemption
Leverage: Redemption är en amerikansk action-/deckarserie som hade premiär 2021. Serien är en fortsättning på Leverage och flera av skådespelarna återkommer i sina roller.

## Handling
Fyra före detta kriminella under ledning av Sophie Devereaux hjälper privatpersoner som blivit illa behandlade av företag och myndigheter.

## Rollista i urval
- Gina Bellman – Sophie Devereaux
- Christian Kane – Eliot Spencer
- Beth Riesgraf – Parker
- Aleyse Shannon – Breanna Casey
- Noah Wyle – Harry Wilson
- Aldis Hodge – Alec Hardison
- Andrea Navedo – Maria Shipp